# 梅蒙
梅蒙（法語：Mesmont，法語發音：[mɛmɔ̃]）是法国科多尔省的一个市镇，位于该省中部，属于第戎区。

## 地理
梅蒙（47°18'46"N, 4°44'40"E）面积6.37 平方千米，位于法国勃艮第-弗朗什-孔泰大區科多尔省，该省份为法国中东部省份，北起奥布省，西接涅夫勒省和约讷省，南至索恩-卢瓦尔省，东南接汝拉省，东临上索恩省，东北部与上马恩省接壤。
与梅蒙接壤的市镇（或旧市镇、城区）包括：普拉隆、阿热、蒙塔尼地区雷米利、萨维尼苏马兰、松贝农。
梅蒙的时区为UTC+01:00、UTC+02:00（夏令时）。

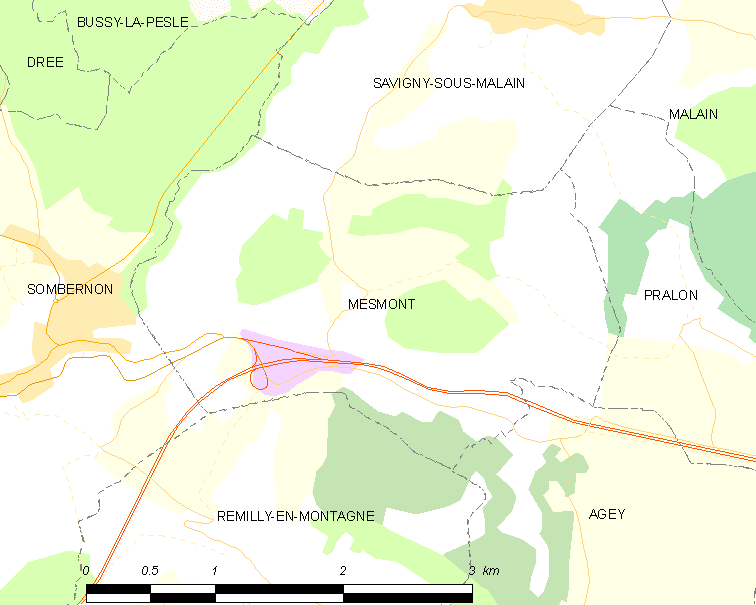
梅蒙的OSM定位图

## 行政
梅蒙的邮政编码为21540，INSEE市镇编码为21406。

## 政治
梅蒙所属的省级选区为塔朗县。

## 交通
法国国家A83号高速公路经过境内并设有29号出入口，科多尔省省道D9线、D104G线和D905线也经过境内。

## 人口

1962-2008年间梅蒙人口变化图示

梅蒙于2022年1月1日时的人口数量为253人。